# Troistorrents
Troistorrents es una comuna suiza del cantón del Valais, situada en el distrito de Monthey. Limita al norte con la comuna de Collombey-Muraz, al este con Monthey, al sureste con Vérossaz, al sur con Val-d'Illiez, y al oeste con Châtel (FR-74). 